# 阿拉伯糖
阿拉伯糖（arabinose）又称树胶醛糖、果胶糖，简称阿糖，是一种戊醛糖：含有5个碳原子并且带有醛基的单糖。分子式C
5H
10O
5，分子量150.131。阿拉伯糖因最早分离自阿拉伯胶中而得名。
阿拉伯糖有8种立体异构体，常见的为β-L-阿拉伯糖（CAS号：87-72-9 （页面存档备份，存于），比旋光度：+190.5°→+104.5°）和β-D-阿拉伯糖（CAS号：10323-20-3 （页面存档备份，存于），比旋光度：-175°→-108°）。天然的L-阿拉伯糖广泛存在于食物中，通常与其他单糖结合，以杂多糖的形式存在于胶质、半纤维素、果胶酸、细菌多糖及某些糖苷中。D-阿拉伯糖通常由人工合成而得，在自然界很少见，偶见于某些大肠杆菌或结核杆菌的细胞内。 